# Océane Monpierre
Océane Monpierre, née le 31 octobre 2000 aux Abymes (Guadeloupe), est une joueuse française de basket-ball évoluant au poste de meneuse de jeu.

## Biographie
Elle réalise un bon début de saison LFB 2020-2021, étant début novembre avec 16,3 points par rencontre la meilleure marqueuse de son équipe et la deuxième joueuse à l'évaluation de la Ligue (21,3), ce qui lui vaut d'être sélectionnée dans l'équipe de France 3×3 des moins de 23 ans.

## Clubs
| Saisons   | Équipe                   | Pays   |
| 2007-2015 | New Star                 | France |
| 2015-2018 | Tango Bourges Basket     | France |
| 2018-     | Roche Vendée Basket Club | France |

## Palmarès

### En club
- Championne de France LFB en 2018
- Vainqueure de la Coupe de France en 2017 et 2018
- Vainqueure du Match des Champions LFB en 2017
- Vainqueure de la Coupe de France U17 en 2016

### En équipe de France
- Médaille de bronze au championnat d'Europe U20 2019
- Médaille de bronze au championnat d'Europe U18 2017
- Médaille de bronze au championnat d'Europe U16 2016